# Helldivers 2
Helldivers 2 — кооперативная компьютерная игра в жанре шутера от третьего лица, разработанный шведской компанией Arrowhead Game Studios и выпущенный Sony Interactive Entertainment для PlayStation 5 и Windows 8 февраля 2024 года. 26 августа 2025 года игра выйдет на платформе Xbox Series X/S. Игра является продолжением Helldivers, шутера с видом сверху 2015 года. Игроки в роли «адских десантников» участвуют в сражениях галактической войны на поверхности других планет. Эстетика игры подражает фильму «Звёздный десант», сочетая милитаристский пафос с доведённой до абсурда сатирой. Helldivers 2 получила положительные отзывы критиков, за первые три дня после выпуска было продано около миллиона копий игры.

## Геймплей
В отличие от Helldivers, представляющей собой шутер с видом сверху, Helldivers 2 — это шутер от третьего лица. Это PvE-игра — игроки сражаются с ордами управляемых компьютером жуков, киборгов или иллюминатов. В игре в обязательном порядке включён огонь по своим — игроки могут задеть дружественных персонажей выстрелами или взрывами. Как и в первой игре, игроки могут использовать «стратагемы» — сбрасываемые на поле боя объекты: кассетные бомбы, турели, генераторы щитов или капсулы снабжения с мощным оружием. Система брони в игре учитывает угол попадания — если выстрел попадёт в цель под слишком большим углом, он просто срикошетит в сторону. Сражения в игре происходят на разных планетах с разными природными условиями, и местные условия влияют на геймплей: например, в пустыне может подняться песчаная буря, затрудняющая видимость, на заснеженных планетах глубокий снег мешает движению.
Helldivers 2 поддерживает кооперативную игру в группе до четырёх игроков, а также кроссплатформенную игру — владельцы версий игры для PlayStation 5 и Windows могут играть друг с другом. Helldivers 2 требует подключения к интернету даже при игре в одиночку.

## Мир
Действие игры происходит в далёком будущем. Игроки принимают на себя роли «адских десантников» — солдат на службе Супер-Земли, космического государства людей, которое ведёт галактическую войну с инопланетными врагами. Противниками Супер-Земли являются жуки-Терминиды, «социалистические» киборги-Автоматоны и таинственные инопланетяне-Иллюминаты. Игра намеренно подражает эстетике фильма «Звёздный десант», сочетая милитаристский пафос с антивоенной сатирой, доведённой до абсурда — адские десантники сражаются за «управляемую демократию» и убивают гигантских жуков на их собственных планетах «во имя свободы». Её вступительный ролик оформлен как пропагандистский — граждан Супер-Земли призывают вступать в ряды адских десантников.

## Разработка и выпуск
3 декабря 2020 года Arrowhead Game Studios сообщила, что работает над новым проектом — кооперативным шутером от третьего лица для консолей нового поколения. Как и все предыдущие игры Arrowhead, Helldivers 2 использует движок Autodesk Stingray (ранее Bitsquid). Компания Autodesk прекратила поддержку Stingray как отдельного продукта в 2018 году, так что движок представлял собой abandonware. Разработка Helldivers 2 была начата ещё до прекращения поддержки движка, и Arrowhead привыкла работать именно с ним, так что разработчики продолжали дорабатывать движок без всякой поддержки, так, чтобы он не уступал более современным движкам. В момент начала работы над игрой в студии работало 35 человек, и всю разработку предполагалось закончить за три года — в действительности она заняла восемь лет. Уже в процессе разработки Sony согласилась удвоить начальный бюджет Helldivers 2 — было решено, что это пойдёт игре на пользу.
Название Helldivers 2 было упомянуто в утёкшем в сеть списке игр для сервиса GeForce Now 13 сентября 2021 года — на этот момент игра ещё не была анонсирована официально. Игра была анонсирована 24 мая 2023 года на мероприятии PlayStation Showcase 2023 года. Выпуск игры на тот момент был намечен на 2023 год. Игра получила от ESRB рейтинг M («Только для взрослых») из-за изображений крови и насилия. Она была выпущена 8 февраля 2024 года.
В первые недели после выпуска игры приток игроков оказался неожиданно большим — это привело к частым проблемам из-за переполнения серверов, так что многие игроки не могли войти в систему и играть. В конце февраля 2024 года студия объявила, что решила проблему — для игры была выпущена серия обновлений, максимальное количество игроков на серверах увеличено, и теперь они поддерживали до 700 тысяч пользователей одновременно. До выхода Helldivers 2 студия ожидала на серверах максимум 150 тысяч игроков одновременно, но на пике популярности игры этот показатель доходил до 750 тысяч.
Одной из особенностей игры является участие в игровом процессе «мастера игры», сотрудника Arrowhead с особыми правами — эта роль напоминает роль «мастера подземелий» в настольных ролевых играх. «Мастер Игры» наблюдает за действиями игроков и может вмешиваться в игровой процесс, например, делая испытания для игроков более трудными. Так, когда игроки освободили ряд планет от жуков-Терминидов раньше, чем этого ожидали разработчики, а до следующего крупного события — вторжения Автоматонов — оставались ещё сутки, Мастер рассудил, что выигрывающая армия должна заминировать территории, и сделал на сутки стратагему «зажигательная мина» бесплатной на всех миссиях. Разработчики отметили спонтанно возникшую привязанность игроков к планете Малевелон-Крик, которую поклонники Helldivers 2 прозвали «робо-Вьетнамом» и оплакивали её захват врагами. Студия планировала в дальнейшем вносить изменения в игру с учётом этих симпатий к планетам, придавая мирам, где происходит действие игры, больше своеобразия.
В начале мая 2024 года компания-издатель Sony объявила, что для игры через Steam потребуется привязка аккаунта к учётной записи PlayStation Network, сославшись на меры борьбы с недобросовестными игроками. Это вызвало волну возмущения со стороны игроков, в частности, из тех регионов, где PSN недоступен. Игра была временно снята с продаж в Steam в 177 странах мира, включая даже Японию. Попытки обойти региональные ограничения приводили к блокировкам игроков. Недовольные игроки подвергли Helldivers 2 ревью-бомбингу, за несколько дней оставив в Steam более 200 тысяч отрицательных отзывов на игру. Эти протесты оказались успешными — Sony отменила запланированное на 6 мая обновление игры, которое должно было сделать привязку обязательной, и поблагодарила игроков за «бесценную обратную связь».
Большое обновление Omens of Tyranny, выпущенное в декабре 2024 года, добавило в игру ещё одну сторону конфликта — инопланетян-Иллюминатов. Иллюминаты были одной из вражеских фракций в первой Helldivers, но в Helldivers 2 их до этого обновления не было. Иллюминаты из Omens of Tyranny — это лишь передовой флот, а не основные силы этой враждебной Супер-Земле цивилизации, и они не захватывают планеты. Иллюминаты способны управлять разумом и используют против Супер-Земли толпы зомбированных мирных граждан, но у них есть и собственная военная техника — шагающие треножники-«комбайны» способны убить игрового персонажа с одного выстрела. В Omens of Tyranny также впервые появились городские ландшафты с плотной застройкой, где и проходят бои с иллюминатами. Это обновление также добавило в игру автомобиль FRV, способный перевозить четырёх десантников.

## Отзывы и продажи
| Сводный рейтинг       | Сводный рейтинг           |
| Агрегатор             | Оценка                    |
| --------------------- | ------------------------- |
| Metacritic            | 83/100 (Win) 82/100 (PS5) |
| OpenCritic            | 83/100                    |
| «Критиканство»        | 89/100                    |
| Иноязычные издания    |                           |
| Издание               | Оценка                    |
| Digital Trends        | [ 31 ]                    |
| Edge                  | 8/10                      |
| Eurogamer             | [ 4 ]                     |
| Game Informer         | 9/10                      |
| GameSpot              | 9/10                      |
| GamesRadar+           | [ 35 ]                    |
| Hardcore Gamer        | [ 36 ]                    |
| IGN                   | 9/10                      |
| NME                   | [ 38 ]                    |
| PC Gamer (US)         | 86/100                    |
| Push Square           | [ 40 ]                    |
| Shacknews             | 8/10                      |
| The Guardian          | [ 42 ]                    |
| VideoGamer            | 8/10                      |
| Русскоязычные издания |                           |
| Издание               | Оценка                    |
| PlayGround.ru         | 7,5/10                    |
| StopGame.ru           | «Изумительно»             |
| «Канобу»              | 9/10                      |

По данным агрегатора рецензий Metacritic, Helldivers 2 получила «преимущественно положительные» отзывы прессы.
Эмма Кент в обзоре для Eurogamer высоко отзывалась о хаотичных и комедийных перестрелках в игре — «необузданное веселье, если играть с друзьями». Кент отмечала, что её персонажи чаще погибали в результате действий её же товарищей, чем от вражеского огня, но это не раздражало. По мнению рецензента, весь смысл Helldivers 2 как раз в ошибках, промахах и драматических смертях с ragdoll-физикой: смешные перестрелки быстро перерастают в комедию ошибок, и в каждом бою происходят какие-то неожиданные и запоминающиеся события. Кент жаловалась на технические проблемы игры на запуске, как неожиданные разрывы связи с сервером или ситуации, когда игра не фиксирует достигнутый прогресс.
На фоне популярности игры фильм «Звёздный десант» 1997 года тоже пережил в феврале 2024 года всплеск просмотров в онлайн-сервисах.

### Продажи
11 февраля 2024 года, уже через три дня после выхода игры, глава Arrowhead Games Йохан Пилестедт объявил о достижении отметки в «миллион адских десантников», то есть проданных копий на обеих платформах. К концу февраля Пилестедт заявлял уже о 3 миллионах проданных копий. Эти продажи превзошли ожидания компании-издателя Sony. После первоначального успеха Arrowhead Studios объявила, что намерена увеличить штаты и нанять больше разработчиков, чтобы ускорить разработку нового контента для игры.